# Pavel Němec
Pavel Němec (* 20. července 1971 Praha) je český právník a bývalý politik Unie svobody (v letech 2004–2006 její předseda), na přelomu 20. a 21. století poslanec Poslanecké sněmovny, v letech 2002–2004 ministr pro místní rozvoj, pak do roku 2006 ministr spravedlnosti a místopředseda vlády Stanislava Grosse a vlády Jiřího Paroubka.

## Biografie
Vystudoval gymnázium v Táboře a Právnickou fakultu Univerzity Karlovy. Rigorózní zkoušku absolvoval na právnické fakultě Západočeské univerzity. Pracoval pak jako právník a podnikatel.
V lednu 2005 se v Dubaji oženil s Ivou Havlovou, ředitelkou pražských hotelů Paříž a Cassa Marcello. Dne 25. října 2006 se jim narodila dcera Nella.

### Politická kariéra
Ve volbách v roce 1998 byl zvolen do poslanecké sněmovny za Unii svobody (volební obvod Středočeský kraj). Byl místopředsedou sněmovního mandátového a imunitního výboru a členem ústavněprávního výboru. Poslanecký mandát obhájil ve volbách v roce 2002. V parlamentu setrval do voleb v roce 2006. Jako poslanec byl spolupředkladatelem exekučního řádu, čímž umožnil vznik soudních exekutorů a Exekutorské komory a jako ministr spravedlnosti spojil Justiční školu v Kroměříži s Justiční akademií, čímž vznikla jedna vzdělávací rezortní instituce pro civilní zaměstnance justice.
Jeho politická kariéra vyvrcholila ve funkčním období 2002-2006. Nejprve se v období 15. července 2002 – 4. srpna 2004 stal ministrem pro místní rozvoj ve vládě Vladimíra Špidly. Následně od 4. srpna 2004 do 16. srpna 2006 (respektive do 4. září 2006 jako ministr vlády v demisi) působil coby ministr spravedlnosti a místopředseda vlády Stanislava Grosse a vlády Jiřího Paroubka.
V této době rovněž zastával vysoké stranické posty. V červnu 2004 byl zvolen předsedou strany Unie svobody - Demokratické unie. Bylo to již v době, kdy US-DEU byla za svým zenitem. Volbou mladého a do té doby poměrně neznámého politika do svého čela se US-DEU snažila zvrátit klesající voličské preference. Po skandálu s katarským princem (viz níže) krátce před blížícími se parlamentními volbami 2006 se jej neúspěšně pokoušel sesadit Svatopluk Karásek. Pavel Němec poté prosadil překvapivou předvolební kampaň pod heslem It’s legal zaměřenou na mladé lidi protestující proti společnosti. Na svou stranickou funkci rezignoval po katastrofálním neúspěchu strany v parlamentních volbách 2006.

## Kritika

### Případ katarského prince
Nejvíce kontroverzí v době jeho působení na Ministerstvu spravedlnosti vzbudily spory kolem vydání příslušníka katarské královské rodiny Hámida bin Abdala Sáního, který byl trestně stíhán pro pohlavní zneužívání, do státu Katar. S tímto sporem souviselo i odvolání nejvyšší státní zástupkyně Marie Benešové. Němec se osobně zasazoval o předání Sáního do Kataru. To bylo v rozporu s názorem nejvyšší státní zástupkyně i odborníků ze samotného Ministerstva spravedlnosti. Němec se proto obrátil na Nejvyšší soud České republiky, který jeho postup označil za zákonný. V době svého působení na ministerstvu Němec v arabských emirátech pobýval, v roce 2005 měl dokonce v Dubaji svatbu, což bylo mnohými chápáno jako potvrzení jeho úzkých vazeb na tuto oblast.

### Nehospodárné nakládání se státními prostředky
Po odchodu z funkce vyšlo v rámci finanční kontroly provedené Ministerstvem financí najevo, že někteří vysocí úředníci ministerstva, včetně samotného Pavla Němce, měli nepřiměřeně vysoké telefonní účty, a zjištěny byly i četné další případy nehospodárného nakládání se státními prostředky. Kromě toho sám ministr Pavel Němec dokázal měsíčně protelefonovat až 120 000 Kč z peněz daňových poplatníků, což odhalil Nejvyšší kontrolní úřad.

### Podíl na krytí situace na právnické fakultě v Plzni
V roce 2005 informoval advokát Karel Jelínek nejvyšší státní zástupkyni Marii Benešovou, že plzeňská právnická fakulta zneužívá své postavení. Benešová dala svým podřízeným příkaz, aby podezření vyšetřili. Vyšetřovat však ani nezačali. Benešovou pár dní poté odvolala Paroubkova vláda na návrh ministra spravedlnosti Pavla Němce.

### Smlouva s advokátem Bláhou
1. května 2006, tedy krátce před prohranými volbami a odchodem z Ministerstva spravedlnosti, uzavřeli Němcovi podřízení bez výběrového řízení dlouhodobou smlouvu s advokátem Jaromírem Bláhou. Ministerstvo podle ní má platit měsíčně 40 tisíc Kč za 24 hodin práce Bláhovy kanceláře. Později se svojí sestrou a Bláhou založil advokátní kancelář, na kterou tak fakticky smlouva přešla.

### Smlouva na vymáhání mýta
Advokátní kancelář Němec, Bláha a Navrátilová na základě smlouvy z roku 2009 s Ředitelstvím silnic a dálnic vymáhá dlužné mýto. Náklady na právní služby přitom vymožené mýto převyšují.

### Byznys s chudobou
V roce 2001 schválila vláda Miloše Zemana návrh skupiny poslanců v čele s Pavlem Němcem  zákon, který se stal jedním ze čtyř pilířů umožňujícím byznys s chudobou. Kritici poukazovali na to, že přinese prospěch věřitelům, advokátům a exekutorům. Přesto prošel v lednu 2001 (s účinností od dubna) poslaneckou sněmovnou, proti byli jen tři poslanci.
V květnu 2006 Pavel Němec již jako končící ministr spravedlnosti s účinností od září několikanásobně zvýšil odměny advokátů za vymáhání. Nejnižší odměnu 1000 korun zvedl na 4500 korun. Šlo o klíčovou změnu, protože v následující době krize se mnozí mohli obohacovat na vymáhání drobných pohledávek, což se díky tomuto zákonu stalo daleko lukrativnějším. Na jednu korunu dluhu činily náklady v nejexponovanějším období 21 tisíc korun.
Již v té době se jeho firma ČSAD Ingsped Praha zabývala právě vymáháním nízkých dluhů. Poté se vymáhacím byznysem zabývala i jeho advokátní kancelář. V pražském Karlíně je Pavel Němec aktivní v advokátní kanceláři Němec, Bláha & Navrátilová.